# Seznam nejdražších fotografií

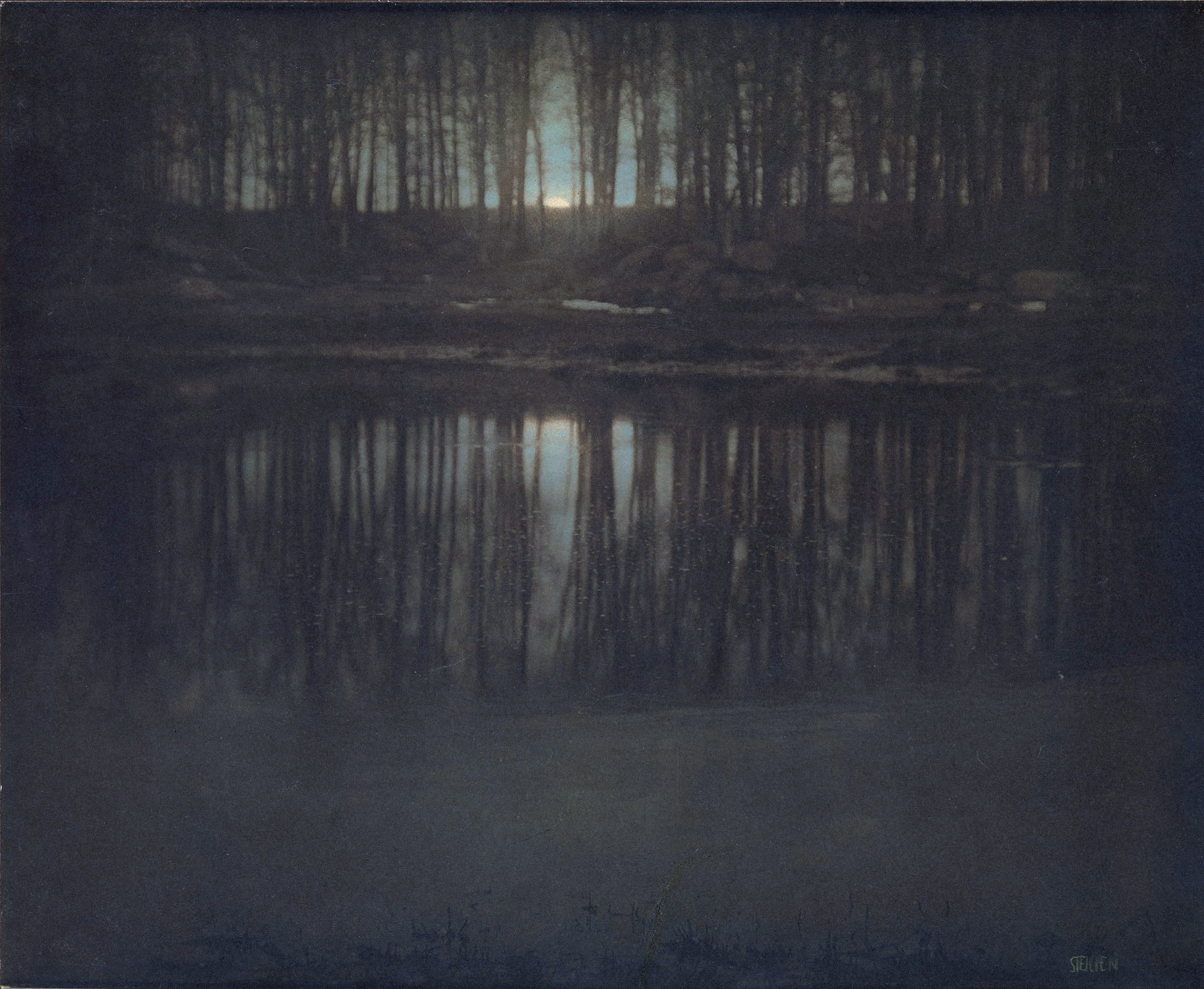
Edward Steichen, Měsíční svit na rybníku, 1904

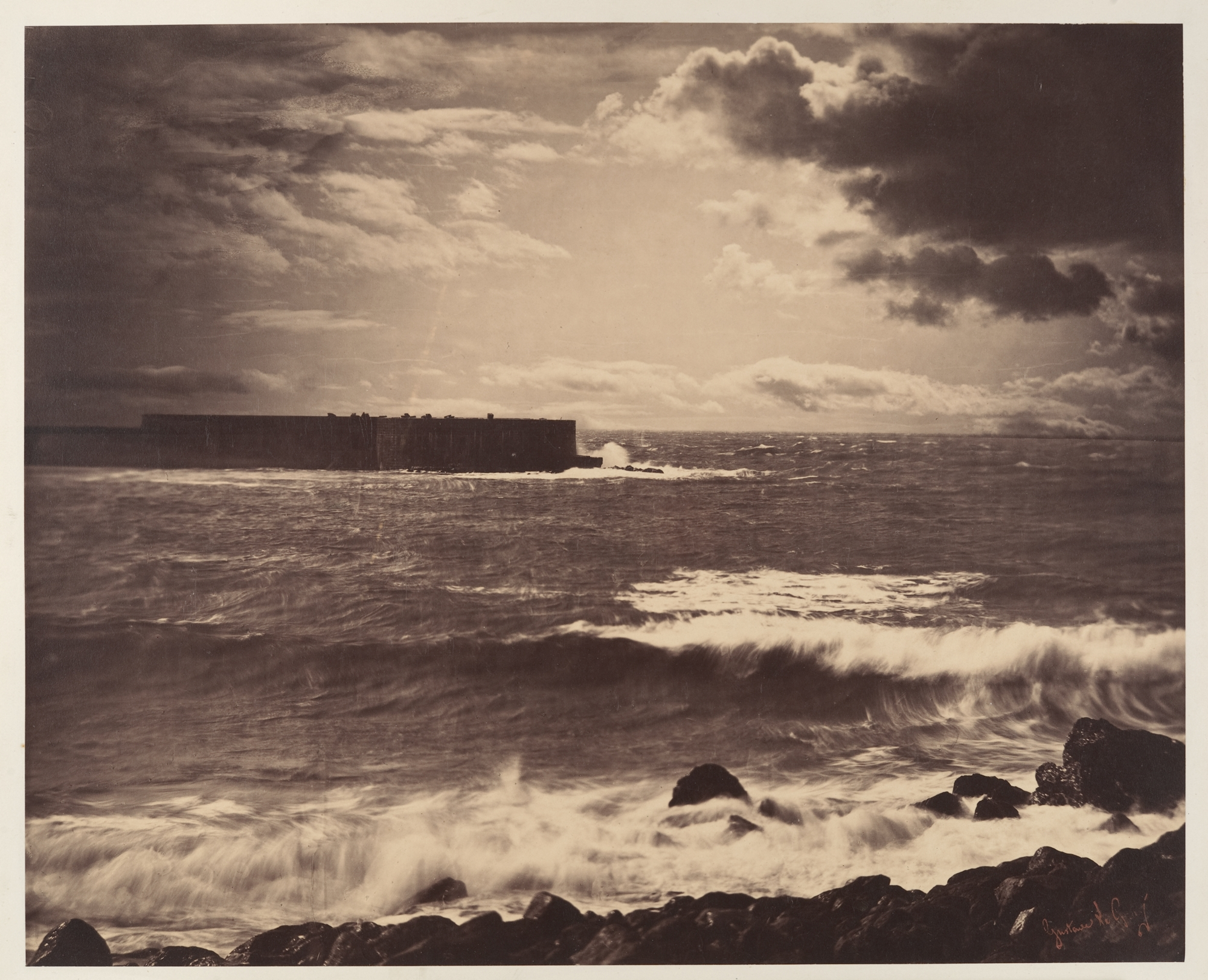
Gustave Le Gray: Velká vlna, Sète (1857)

Toto je seznam nejvyšších cen za prodané fotografie (v amerických dolarech, jak byly zveřejněny).

## Seznam
1. Man Ray, Ingresovy housle (Le Violon d'Ingres) (1924), 12,400,000 amerických dolarů, 14. května 2022, Christie's New York[1]
2. Peter Lik, Phantom, (2014), 6 500 000 amerických dolarů.[2]
3. Andreas Gursky, Rýn II (1999), 4 338 500 amerických dolarů, 8. listopadu 2011, Christie's New York.[3]
4. Richard Prince, Spiritual America (1981), $3,973,000,  12. května 2014, Christie's New York[4]
5. Cindy Sherman, Untitled #96 (1981), 3 890 500 amerických dolarů, květen 2011, Christie's New York.[5]
6. Andreas Gursky, Diptych 99 centů II (2001), 3 346 456 amerických dolarů, únor 2007, aukce Sotheby's v Londýně.[6]
7. Man Ray, Noire et Blanche (1926), 3,131,533 amerických dolarů; 8. listopadu 2017, Christie's Paris[7]
8. Cindy Sherman, Untitled Film Still #48 (1979); 2,965,000 amerických dolarů, 13. května 2015, Christie's New York[8]
9. Edward Steichen, Měsíční svit na rybníku (1904), 2 928 000 amerických dolarů, únor 2006, Sotheby's New York, aukce.[9][10]
10. Andreas Gursky, Los Angeles (1998), 2,900,000 amerických dolarů, 27. února 2008, Sotheby's London[11]
11. Cindy Sherman, Untitled #96 (1981), 2,882,500 amerických dolarů, 8. května 2012, Christie's New York[12]
12. Richard Prince, Untitled (Cowboy) (2000), 2,840,000 amerických dolarů, 16. května 2007, Christie's New York[13]
13. Cindy Sherman, Untitled #153 (1985), 2 700 000 amerických dolarů, listopad 2010, Phillips de Pury & Co. New York.[5]
14. Neznámý fotograf, Billy the Kid (1879-80), portrét, ferrotypie, 2 300 000 amerických dolarů, červen 2011, Brian Lebel's Old West Show & Auction.[14]
15. Helmut Newton, Sie Kommen, French Vogue, Paris (Dressed and Naked diptych) (1981), 1,820,000 amerických dolarů, 4. dubna 2019, Phillips New York[15]
16. Dmitrij Medveděv, Tobolský kreml, (2008), 1 725 000 amerických dolarů (51 miliónů rublů), charitativní aukce, leden 2010[16]
17. Edward Weston, Nude (1925), 1,609,000 amerických dolarů, duben 2008, Sotheby's New York auction.[17], koupil galerista Peter MacGill.[18]
18. Alfred Stieglitz, Georgia O'Keeffe (Hands) (1919), 1 470 000 amerických dolarů, únor 2006, Sotheby's New York auction.[10]
19. Alfred Stieglitz, Georgia O'Keeffe Nude (1919), 1 360 000 amerických dolarů, únor 2006, Sotheby's New York auction.[10]
20. Richard Prince, Bez názvu (Cowboy) (1989)[19], 1 248 000 amerických dolarů, listopad 2005, Christie's New York, aukce.[20]
21. Richard Avedon, Dovima se slony (1955), 1 151 976 amerických dolarů, listopad 2010, aukce Christie's Paris.[21]
22. Edward Weston, Nautilus (1927), 1 082 500 amerických dolarů, duben 2010, aukce Sotheby's New York.[22], koupil galerista Peter MacGill.[23][24]
23. Peter Lik, One (2010), 1 000 000 amerických dolarů, prosinec 2010, anonymní sběratel[25][26][27][28]
24. Joseph-Philibert Girault de Prangey, 113.Athènes, T[emple] de J[upiter] olympien pris de l'est (1842)[29], 922 488 amerických dolarů, 2003, aukce.
25. Gustave Le Gray, Velká vlna, Sète (1857)[30], 838 000 amerických dolarů, 1999.
26. Eugène Atget, Joueur d'Orgue, (1898–1899), 686 500 amerických dolarů, duben 2010, aukce Christie's New York.[31]
27. Robert Mapplethorpe, Andy Warhol (1987), 643 200 amerických dolarů, 17. října 2006, Christie's New York auction.[32][33]
28. Ansel Adams, Východ Měsíce, Hernandez, New Mexico (1948)[34], 609 600 amerických dolarů, Sotheby's New York, aukce, 2006.[35]
29. Andreas Gursky, Bez názvu 5 (1997)[36], 559 724 amerických dolarů, 6. února 2002.
30. Gustave Le Gray, Buk (1855), 513 150 amerických dolarů, 1999.[37]
31. Diane Arbusová, Identická dvojčata, Roselle, New Jersey, 1967 (1967)[38], 478 400 amerických dolarů, 27. dubna 2004.

## Čeští autoři
1. Jiří David, portrét Louise Bourgeois z cyklu Skryté podoby, 9. února 2006 v londýnské aukční síni Sotheby's byla vydražena za 2 160 britských liber.

## Zajímavosti
- Bernd a Hilla Becherovi: Cooling towers, Wood n B, 1976. Prodána za 150 000 amerických dolarů na aukci v roce 2004. Jedná se o jeden z najdražších prodejů uměleckého páru.[39]

## Galerie

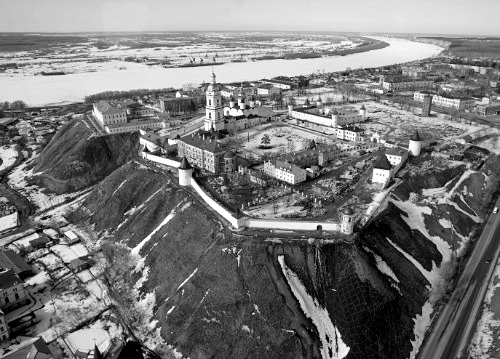
Dmitrij Medveděv: Tobolský kreml (2008), 1 725 000 amerických dolarů (51 miliónů rublů), charitativní aukce, leden 2010
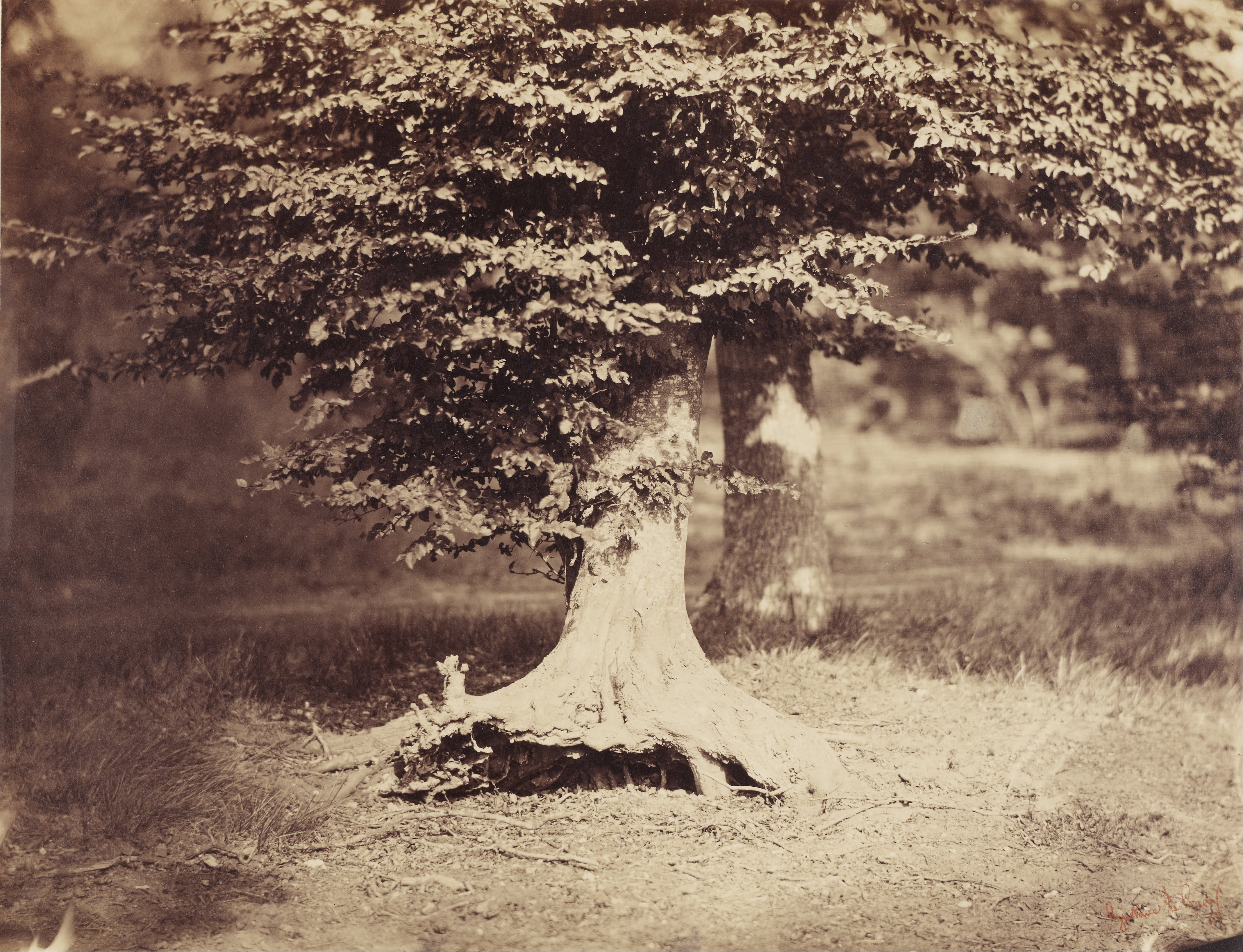
Gustave Le Gray: Buk (1855), 513 150 amerických dolarů, 1999
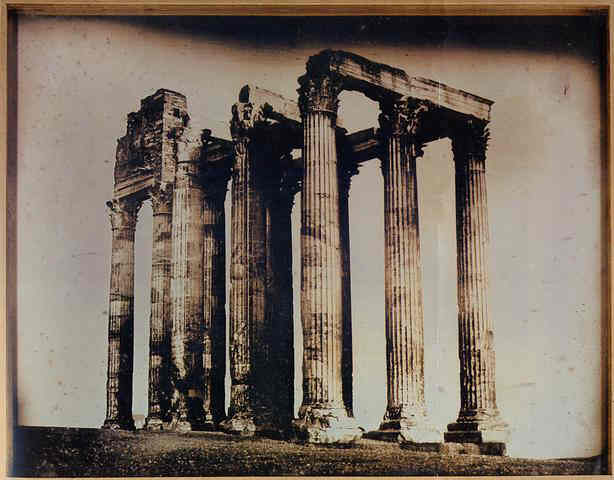
Joseph-Philibert Girault de Prangey: 113. Athènes, T[emple] de J[upiter] olympien pris de l'est, 1842
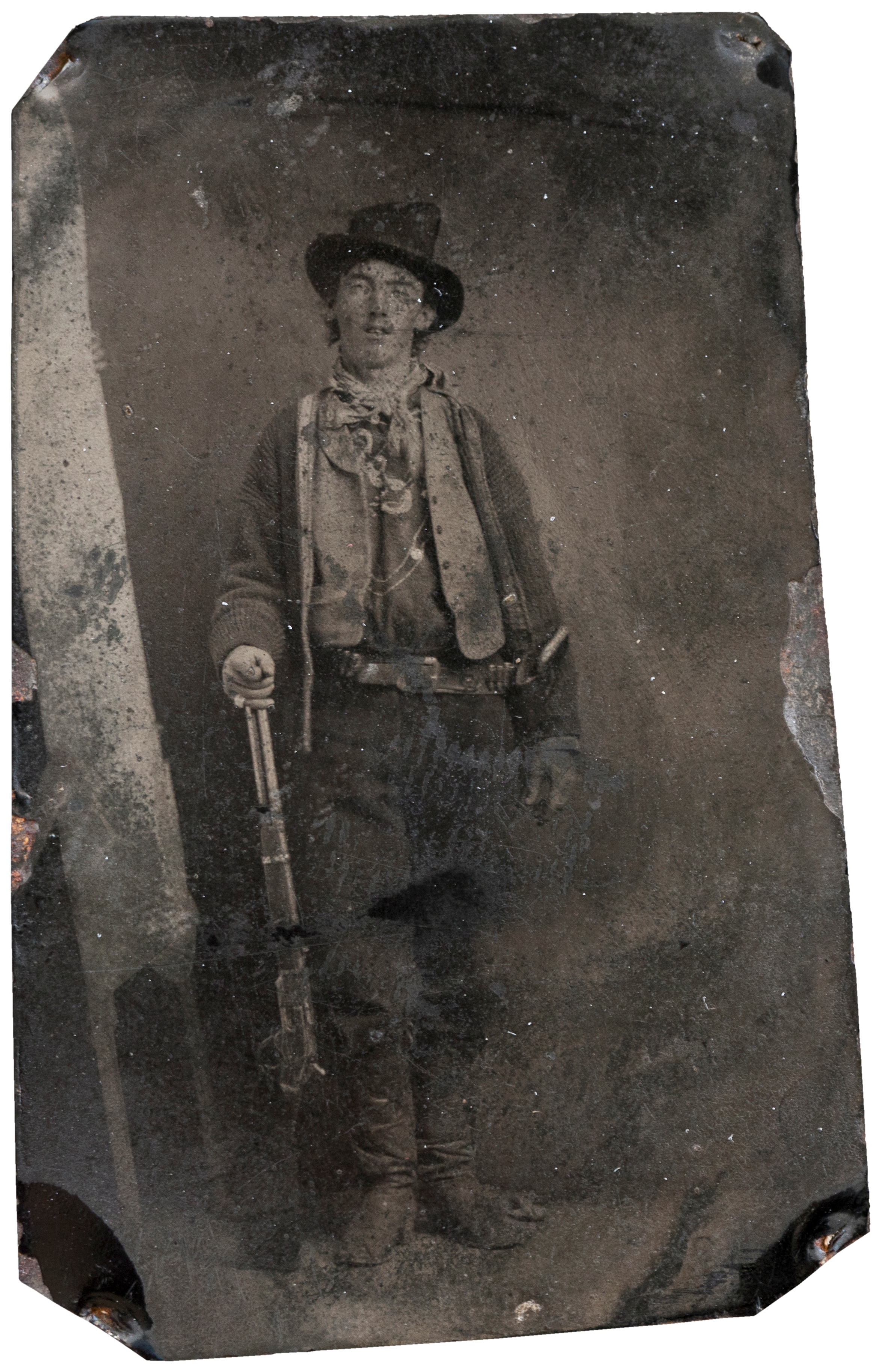
Neznámý fotograf: Billy the Kid, 2 300 000 amerických dolarů, červen 2011
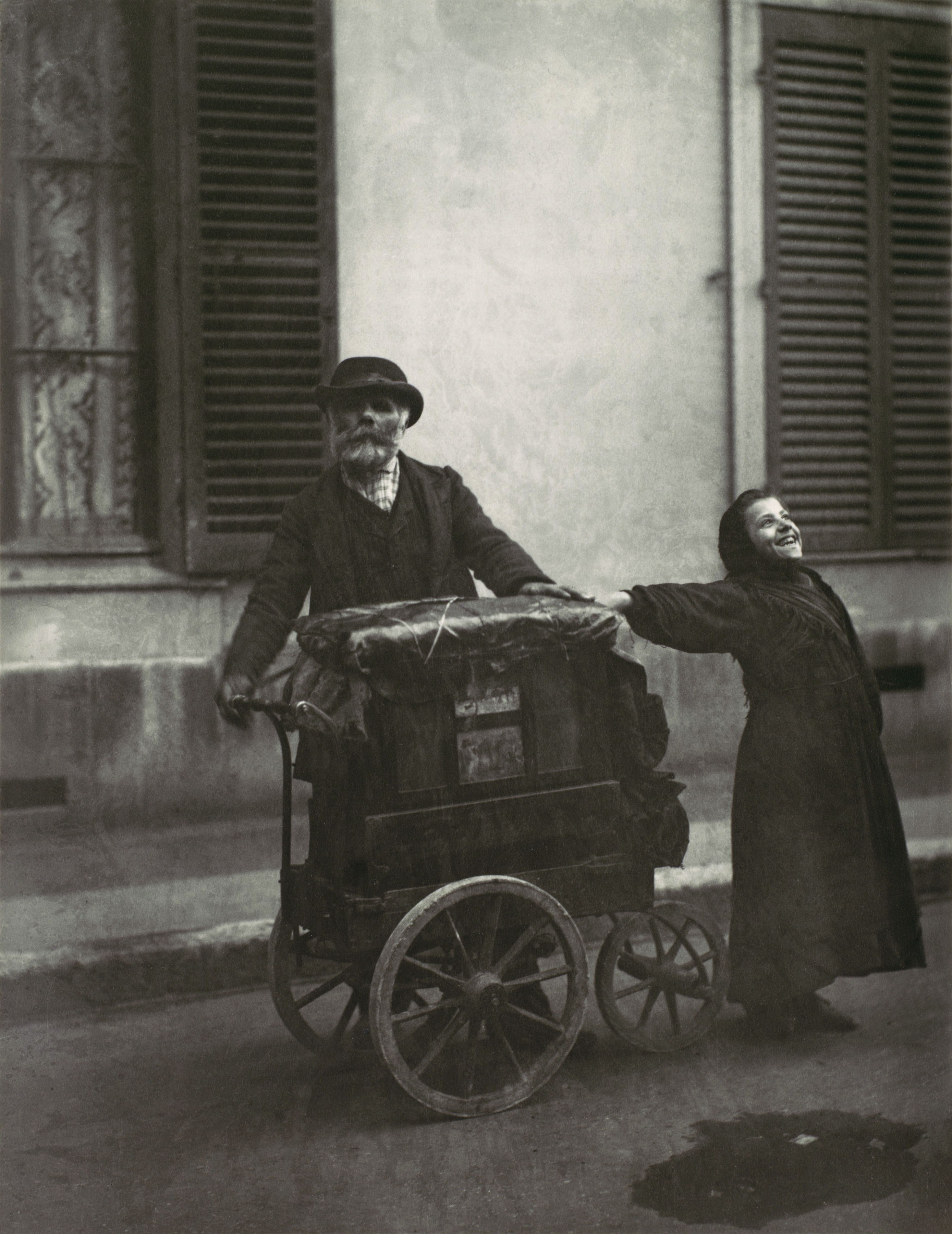
Eugène Atget: Joueur d'Orgue (Flašinetář), (1898–1899), 686 500 amerických dolarů, duben 2010